# Kolhapur
Kolhapur (hindi i marathi कोल्हापूर, trl. Kolhāpur, trb. Kolhapur; ang. Kolhapur) – miasto w południowo-zachodnich Indiach, w stanie Maharasztra. W 2001 r. miasto zamieszkiwało 419 tys. mieszkańców.
W Kolhapur rozwinął się przemysł maszynowy, włókienniczy, materiałów budowlanych oraz spożywczy. W tym mieście znajdują się ważne ośrodki rzemiosła oraz handlu w regionie.
Na przedmieściach Kolhapuru, Valivade, w czasie II wojny światowej powstał obóz dla polskich uchodźców, przez który w latach 1943–1947 przeszło około pięciu tysięcy Polaków, Sybiraków, którzy z Armią Andersa wydostali się z ZSRR. Rzymskokatolickim wikariuszem osady był ks. dr Leopold Dallinger.
W efekcie działalności Polaków w rejonie Kolhapur wielu Hindusów posługiwało się w późniejszych latach językiem polskim.